# Ernst-Joachim Küppers

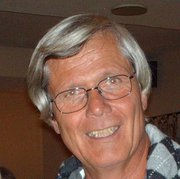
Ernst-Joachim Küppers

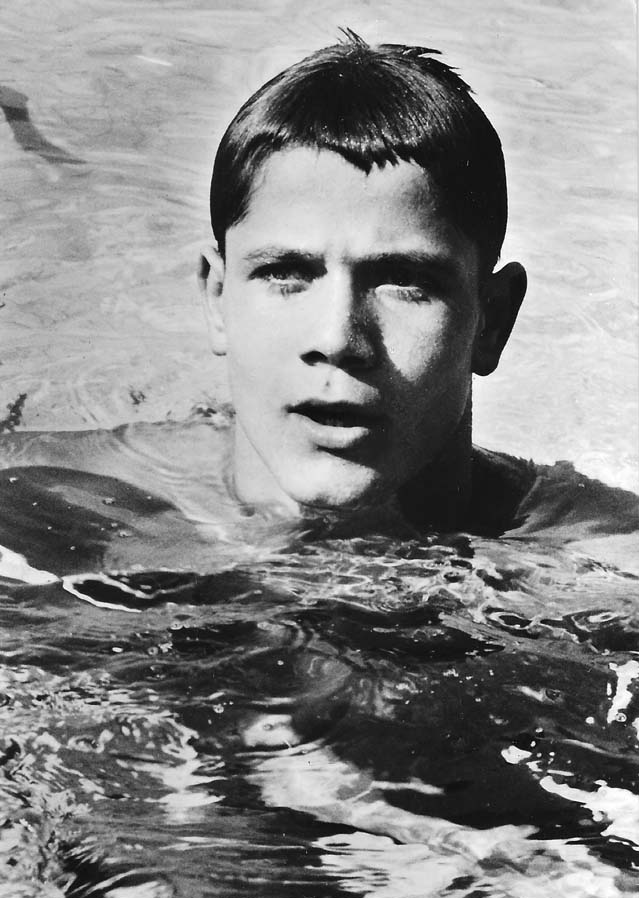
Ernst-Joachim Küppers, 1962

Ernst-Joachim Küppers (* 24. August 1942 in Halle (Saale); † 5. Februar 2025 in Herne) war ein deutscher Schwimmer, der ursprünglich aus dem Wassersportverein Nordhorn stammte.
Küppers stammte aus einer Schwimmer-Familie. Vater Ernst Küppers war zwischen 1927 und 1934 einer der besten Rückenschwimmer Europas und 1932 auch der Welt. 1928 und 1932 war er jeweils Olympiafünfter und schnellster Europäer über 100 m Rücken. Mutter Reni, geb. Erkens, holte zwischen 1926 und 1938 acht Deutsche Meisterschaften und wurde 1928 bei den Olympischen Spielen in Amsterdam 4. mit der 4 × 100-m-Freistilstaffel. Vater Küppers hat seinen bedeutendsten Europarekord 1934 mit 1:08,2 min aufgestellt.
28 Jahre später tat es ihm sein Sohn gleich. Ernst-Joachim Küppers brauchte nur ein Jahr, um die internationale Elite zu erreichen. 1958 noch unbekannt, war er 1959 bereits Doppelmeister.
Küppers dominierte Ende der 1950er und während der 1960er Jahre die Disziplin des Rückenschwimmens in Deutschland und war zwischen 1959 und 1967 in Deutschland ungeschlagen. 1962 schwamm er in San Remo mit 2:15,0 min seinen ersten Europarekord. Bei dem 6-Nationen-Wettkampf in Rotterdam 1962 schwamm er mit 1:02,1 min Europarekord, der aber nicht anerkannt wurde, da keine drei Zeitnehmer vorhanden waren. Seine Zeit wurde dann auf 1:02,2 min gesetzt und blieb damit um eine Zehntel Sekunde über dem Europarekord. Er durfte, wie alle Schwimmer der Bundesrepublik, als Europarekordinhaber 1962 nicht an den Europameisterschaften in Leipzig teilnehmen (Bau der Berliner Mauer 1961). Starke Verbesserungen im Olympiajahr 1964 brachten mit 2:14,8 und 2:12,6 min über 200 m sowie 1:01,0 und 1:00,8 min vier Europarekorde. Die Zeit von 1:00,8 min bei den Olympiaausscheidungen in Dortmund waren sogar Weltrekord. Küppers schwamm 70 deutsche Rekorde, neun Europarekorde von 1962 bis 1965 und im Jahr 1964 Weltrekord über 100 m Rücken.
Er war 20-facher Deutscher Meister, dabei u. a.:
- Über 100 m Rücken: 1959–1961, 1966–1967 (in der Zwischenzeit wurde die Disziplin nicht ausgetragen)
- Über 200 m Rücken: 1959–1964, 1966

Höhepunkt seiner Karriere war der Gewinn einer Silbermedaille mit der 4 × 100-m-Lagenstaffel bei den XVIII. Olympischen Spielen 1964 in Tokio. Außerdem wurde Küppers über 200 m Rücken als schnellster Europäer 5., genau wie sein Vater 1928 (Amsterdam) und 1932 (Los Angeles).
Für seine Verdienste um den Sport in Niedersachsen wurde er in die Ehrengalerie des niedersächsischen Sports des Niedersächsischen Instituts für Sportgeschichte aufgenommen.